# Стийв Лъкадър
Стивън Лий Лукатър (на английски: Steve Lee Lukather) е американски музикант, китарист, вокалист, композитор, аранжор и продуцент, един от основателите на рок групата Тото.

## Биография
Роден е на 21 октомври 1957 в Сан Фернандо Вали, Калифорния, САЩ. Още преди неговият баща да му купи китара, той започва да свири на барабани и клавишни. „Обичам клавишните, написал съм всички мои песни на клавири. Намирам го за много по-лесно, имаш всички тези велики звуци и свириш акорди като Бог.“ (Lukather, 1986).
Китарата и Бийтълсите променят живота на младото момче. „Точно звукът на Бийтълс завладя моята душа и вече знаех, какво трябва да направя. Спомням си как солото на Джордж Харисън и звука на неговата китара събуди нещо в мен“. (Лукатър, 1993).
През следващите годините Лукатър се научава да свири на китара. Негови стари приятели му показват, как да свири и да си настройва китарата. В гимназията се среща с Дейвид Пейч и братята Поркаро (Джеф, Стийв, и Майк), които са няколко години по-големи от него. Джеф Поркаро и Дейвид Пейч вече имат няколко изпъления на живо. „Бях на 15, когато започнах да взимам уроци от Джими Уайбъл, той ме научи да свиря класическа музика, джаз и кънтри. Бях много заинтригуван, това беше единственото нещо с което исках да се занимавам в гимназията.“ (Лъкадър, 1993). След като Стийв Лъкадър завършва работата си по турнето на Boz Scaggs, Пейч и Поркаро, молят Лъкадър да се присъедини към създаването на тяхната нова група Тото през 1976 заедно с Боби Кимбал, Давид Хънгейт и Стийв Поркаро.

## Тото
- Toto – Toto (1978)
- Toto – Hydra (1980)
- Toto – Turn Back (1981)
- Toto – Toto IV (1982)
- Toto – Isolation (1983)
- Toto – Farenheit (1986)
- Toto – Seventhone (1988)
- Toto – Kingdom of Desire (1992)
- Toto – Tambu (1995)
- Toto – XX (2001)
- Toto – Throgh The Lookin Glass (2002)
- Toto – Live in Amsterdam (2003, Double CD)
- Toto – Falling in between (2006)
- Toto – XIV (2015)

## Los Lobotomys
- Los Lobotomys (1989)

## Солови албуми
- Steve Lukather – Lukather (1988)
- Steve Lukather – Candyman (1994)
- Steve Lukather – Luke (1997)
- Steve Lukather & Larry Carlton – No Substitutions (2001)
- Steve Lukather & Friends – Santamental (2003)
- Steve Lukather & El Grupo – El Grupo live (2005)
- Steve Lukather – Ever Changing times (2008)
- Steve Lukather – All`s Well That Ends Well (2010)

## Други участия
- Boz Scaggs – Down two then left (1977)
- Greg Mathieson Project – Baked Potato super live (1982)
- Michael Jackson – Thriller (1982)
- Fee Waybill – Read my lips (1984)
- Santana, Jeff Beck & Steve Lukather – Lotus gem (1987)
- Karizma – Cuba (1989)
- Richard Marx – Rush street (1991)
- Derek Sherinian – Inertia (2001)
- Derek Sherinian – Black Utopia(2003)
- Derek Sherinian – Mythology (2005)
- Yardbirds – Birdland (2003)
- Les Paul & Friends – American made, world played (2005)
- Phil Soussan – Vibrate (2006)
- Tony Levin – Resonator (2006)

## DVD
- Steve Lukather – Master session (1984/2005)
- Steve Lukather & Los Lobotomys – In concert (1994/2002)
- Steve Lukather & Larry Carlton – The Paris concert (2001/2005)
- Toto – Live in Amsterdam (2003)
- Toto – Falling in between live (2008)